# Austropsyche
Austropsyche är ett släkte av nattsländor. Austropsyche ingår i familjen ryssjenattsländor.
Kladogram enligt Catalogue of Life:
| Austropsyche | \| \| Austropsyche bifurcata \| \| \| \| \| \| Austropsyche bispinosa \| \| \| \| \| \| Austropsyche victoriana \| \| \| \| |
|              | \| \| Austropsyche bifurcata \| \| \| \| \| \| Austropsyche bispinosa \| \| \| \| \| \| Austropsyche victoriana \| \| \| \| |
|              | Austropsyche bifurcata |
|              | |
|              | Austropsyche bispinosa |
|              | |
|              | Austropsyche victoriana |
|              | |